# Obninsk
Obninsk (Russisch: Обнинск) is een stad in de Russische oblast Kaloega. Bij de Russische volkstelling van 2002 had de stad 105.706 inwoners. De stad werd gesticht voor de bouw van de kerncentrale Obninsk (de eerste kerncentrale voor grootschalige energieproductie ter wereld) die in 1954 in gebruik werd genomen. De kerncentrale is inmiddels buiten dienst gesteld.
Obninsk is tegenwoordig een centrum van wetenschap en onderzoek op het gebied van ruimtevaart, kernenergie en meteorologie. Voor onderzoeksdoeleinden staat er in de stad ook een 315 meter hoge toren met een doorsnede van slechts 2 tot 3 meter. Deze toren is met staalkabels gezekerd.

## Geboren
- Peter Turchin (1957), bioloog en complexiteitswetenschapper
- Lev Berezner (1970), voetballer
- Lina Krasnoroetskaja (1984), tennisspeelster
- Nikolaj Skvortsov (1984), zwemmer
- Aleksandr Charitonov (1986), schaker
- Svetlana Cholomina (1997), beachvolleyballer
- Michail Vekovisjtsjev (1998), zwemmer

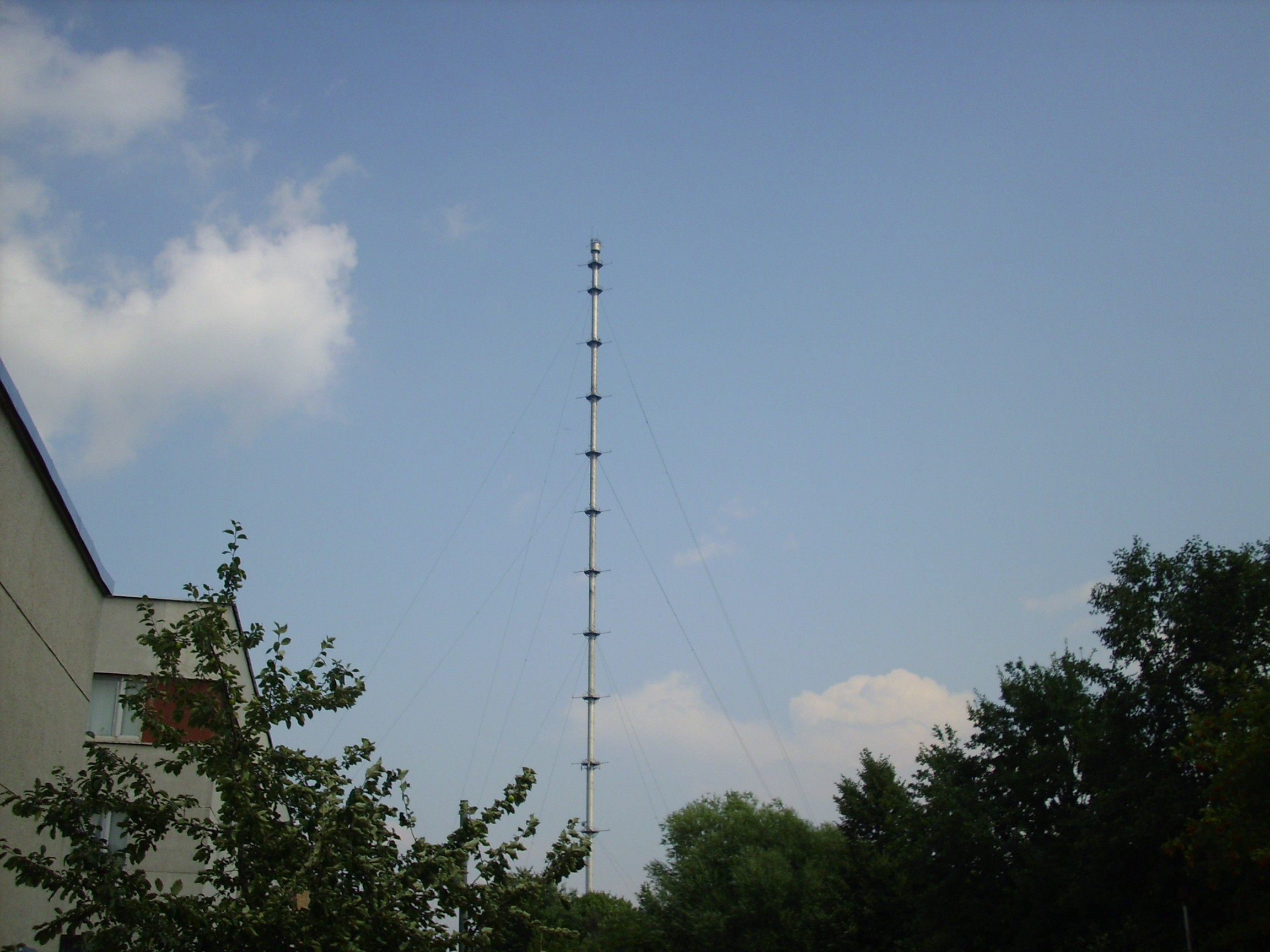
Onderzoekstoren